# Hostel Dissected
Hostel Dissected ist eine US-amerikanische Dokumentation aus dem Jahr 2006 von Gabriel Roth, bei welcher der Horrorfilm Hostel aus dem Jahr 2005 von Gabriel Roths Bruder Eli Roth behandelt wird. Das Hauptaugenmerk liegt beim Entstehungsprozess von Hostel. Somit stellt Hostel Dissected ein typisches Making-of dar, welches oft einer DVD des Hauptfilms beiliegt.
In der Produktion kommen neben Regisseur, Drehbuchautor und Filmproduzent Eli Roth auch die Darsteller Jay Hernández, Derek Richardson, Eyþór Guðjónsson, Rick Hoffman und Jennifer Lim, die Produzenten Chris Briggs und Mike Fleiss, Kameramann Milan Chadima, Filmeditor George Folsey Jr. sowie Eli Roths Vater Sheldon Roth und der japanische Kultregisseur Takashi Miike, welcher im Film Hostel einen Gastauftritt hat, zu Wort.

## Veröffentlichung
Die Dokumentation liegt der US-amerikanischen und unter anderem auch der DVD, welche für den Markt in Hongkong bestimmt ist, bei. Eine deutsche Veröffentlichung folgte unter dem Titel Hostel - Seziert auf der DVD von Sony Pictures Home Entertainment.

## Kritiken
In der englischsprachigen Internet Movie Database erreichte Hostel Dissected eine Wertung von 7,0 von 10. Auf der polnischen Website Filmweb.pl sogar 10/10 Punkten.

## Trivia
- Gabriel Roth verwendete für seine Regiearbeit seinen Alternativnamen Gabriel A. Roth.
- In Hostel wirkt Gabriel Roth als Schauspieler mit.
- Die Dokumentation erschien am 28. März 2006 in den Vereinigten Staaten
- Die Interviews wurden vollkommen in Tschechien aufgenommen, die Locations waren Český Krumlov (Krumau) und Prag.